# Cardiaspina fiscella
Cardiaspina fiscella är en insektsart som beskrevs av Taylor 1962. Cardiaspina fiscella ingår i släktet Cardiaspina och familjen rundbladloppor. Inga underarter finns listade i Catalogue of Life.